# Mappatura della competenza linguistica
La mappatura della competenza linguistica è una metodologia usata dalle aziende per misurare il livello della conoscenza delle lingue. È un aiuto per gli esperti delle risorse umane (HR), che possono prendere decisioni di sviluppo più consapevoli riguardanti i collaboratori. Infatti, la crescita delle competenze linguistiche va di pari passo con lo sviluppo e crescita del personale aziendale e dell'organizzazione. Per questo viene data importanza alla competenza linguistica e alla sua mappatura.

## Utilità per le aziende
Fare la mappatura linguistica diventa uno strumento per un piano strategico aziendale, per centrare gli obiettivi di sviluppo, seguendo un disegno a breve o a lungo termine.
È un intervento mirato con l’obiettivo finale di ottenere una comunicazione efficace in lingua.
La mappatura linguistica aiuta a pianificare in maniera consapevole la competenza linguistica, contribuendo ad accrescere il business aziendale, senza sprechi economici, mirando al raggiungimento dei risultati attesi in modo diretto, e aiuta a decidere su Chi intervenire, in Quanto tempo e Come, partendo da un’analisi dei bisogni di formazione.
Aiuta a dare una risposta alla domanda Cosa deve succedere di diverso rispetto a quello che succede ora?
Inoltre, aiuta a definire le competenze linguistiche attese, in funzione dei vari ruoli, di una mansione in particolare, dell’utilizzo (espressione e comprensione scritta/orale richiesta), della conoscenza necessaria (base o avanzata).

## Vantaggi per le aziende
La mappatura linguistica raccoglie informazioni per capire e definire la competenza linguistica attesa:
- per pianificare e definire gli obiettivi linguistici per ruolo e lavorare in maniera efficace;
- per valutare la competenza espressa (quelle già presenti in azienda, valutazione utile anche per la formazione dei gruppi) e fare una prima ipotesi su chi intervenire e su chi non intervenire.
- per aiutare a rilevare il gap tra la competenza espressa e quella attesa e visualizzare quanto si è distanti dall’obiettivo finale.

Questa misurazione mette in evidenza la distanza tra le competenze Possedute e quelle Necessarie.
Grazie ad una veloce valutazione ante e post formazione, l’analisi del ritorno economico (ROI) è semplificato.
Il vantaggio per le aziende è fare agilmente una valutazione dello scenario previsto: quale ruolo in crescita, quale stabile, quale in declino, quale quello strategico core, quelli in evoluzione, quelli importanti, monitorando quando si vuole i progressi e risultati.

## Esecuzione della mappatura
La mappatura consiste in un test online, composto da una serie di quesiti che misurano le quattro abilità: comprensione, espressione orale, lettura e scrittura. Con esso è determinato il reale livello di conoscenza (A1, A2, B1, B2, C1 e C2), sia orale che scritto, valutato da esperti del settore e madrelingua.
Il test consente di avere una valutazione immediata, per comprendere se la persona sia pronta ad affrontare l'esame ed ottenere una Certificazione Linguistica Internazionale.